# 링크 계층 탐색 프로토콜
링크 계층 탐색 프로토콜 또는 링크 레이어 디스커버리 프로토콜(Link Layer Discovery Protocol, LLDP)은 IEEE 802 기술, 주로 유선 이더넷에 기반한 근거리 통신망에서 네트워크 장치가 자신의 신원, 기능 및 이웃을 광고하는 데 사용하는 공급업체 중립적인 링크 계층 프로토콜이다. 이 프로토콜은 IEEE에 의해 공식적으로 IEEE 802.1AB에 명시된 스테이션 및 미디어 접근 제어 연결성 탐색으로 불리며, IEEE 802.3 섹션 6조 79에서 추가 지원된다.
LLDP는 시스코 디스커버리 프로토콜, Foundry Discovery Protocol, Nortel Discovery Protocol 및 Link Layer Topology Discovery와 같은 여러 사유 프로토콜과 유사한 기능을 수행한다.

## 수집된 정보
LLDP로 수집된 정보는 장치 관리 정보 베이스(MIB)에 저장될 수 있으며, RFC 2922에 명시된 대로 간이 망 관리 프로토콜(SNMP)로 질의할 수 있다. LLDP 지원 네트워크의 토폴로지는 호스트를 크롤링하고 이 데이터베이스에 질의하여 발견할 수 있다. 검색될 수 있는 정보는 다음과 같다.
- 시스템 이름 및 설명
- 포트 이름 및 설명
- VLAN 이름
- IP 관리 주소
- 시스템 기능 (스위칭, 라우팅 등)
- MAC/PHY 정보
- MDI 전원
- 링크 애그리게이션

## 응용
링크 계층 탐색 프로토콜은 네트워크 관리 및 네트워크 모니터링 응용 프로그램의 구성 요소로 사용될 수 있다.
그러한 한 가지 예는 데이터 센터 브리징 요구 사항에서의 사용이다. 데이터 센터 브리징 기능 교환 프로토콜(DCBX)은 네트워크 전체에서 일관된 구성을 보장하기 위해 이웃 간에 위 기능의 기능 및 구성을 전달하는 데 사용되는 탐색 및 기능 교환 프로토콜이다.
LLDP는 이더넷 전원 장치의 기능과 요구 사항을 광고하고 전력 공급을 협상하는 데 사용된다.

### 미디어 엔드포인트 탐색 확장
미디어 엔드포인트 탐색은 LLDP의 향상된 기능으로, LLDP-MED라고 불리며 다음과 같은 기능을 제공한다.
- LAN 정책(예: VLAN, 레이어 2 우선순위 및 차등화 서비스 (Diffserv) 설정)의 자동 탐색을 통해 플러그 앤 플레이 네트워킹 가능.
- 위치 데이터베이스 생성 및 Voice over Internet Protocol(VoIP)의 경우 Enhanced 911 서비스 허용을 위한 장치 위치 탐색.
- 이더넷 전원 장치(PoE) 엔드포인트의 확장 및 자동화된 전원 관리.
- 네트워크 관리자가 네트워크 장치를 추적하고 특성(제조업체, 소프트웨어 및 하드웨어 버전, 일련 번호 또는 자산 번호)을 확인할 수 있는 재고 관리.

LLDP-MED 프로토콜 확장은 미국 전기통신공업회(TIA)에 의해 2006년 4월 표준 ANSI/TIA-1057로 공식적으로 승인 및 발행되었다.

## 시스템 기능 코드
| 코드 | 기능               |
| ---- | ------------------ |
| B    | 브리지 (스위치)    |
| C    | DOCSIS 케이블 장치 |
| O    | 기타               |
| P    | 리피터             |
| R    | 라우터             |
| S    | 스테이션           |
| T    | 전화               |
| W    | WLAN 액세스 포인트 |

## 프레임 구조
LLDP 정보는 장치에 의해 각 인터페이스에서 고정된 간격으로 이더넷 프레임 형태로 전송된다. 각 프레임은 하나의 LLDP 데이터 단위(LLDPDU)를 포함한다. 각 LLDPDU는 형식-길이-값(TLV) 구조의 시퀀스이다.
LLDP에 사용되는 이더넷 프레임은 일반적으로 목적지 MAC 주소가 802.1D 호환 브리지가 전달하지 않는 특수 멀티캐스트 주소로 설정된다. 다른 멀티캐스트 및 유니캐스트 목적지 주소도 허용된다. 이더타입 필드는 0x88cc로 설정된다.
각 LLDP 프레임은 섀시 ID, 포트 ID, Time-to-Live와 같은 필수 TLV로 시작된다. 필수 TLV 다음에는 여러 선택적 TLV가 올 수 있다. 프레임은 선택적으로 유형 및 길이 필드가 모두 0인 LLDPDU의 끝이라는 특수 TLV로 끝난다.
따라서 LLDPDU를 포함하는 이더넷 프레임은 다음과 같은 구조를 갖는다.
| 프리앰블 | 목적지 MAC                                                        | 소스 MAC      | 이더타입 | 섀시 ID TLV | 포트 ID TLV | Time to live TLV | 선택적 TLV            | 선택적 LLDPDU 종료 TLV | 프레임 검사 시퀀스 |
| -------- | ----------------------------------------------------------------- | ------------- | -------- | ----------- | ----------- | ---------------- | --------------------- | ---------------------- | ------------------ |
|          | 01:80:C2:00:00:0E, 또는 01:80:C2:00:00:03, 또는 01:80:C2:00:00:00 | 스테이션 주소 | 0x88CC   | 유형=1      | 유형=2      | 유형=3           | 0개 이상의 완전한 TLV | 유형=0, 길이=0         |                    |

각 TLV 구성 요소는 다음과 같은 기본 구조를 갖는다.
| 유형   | 길이   | 값         |
| ------ | ------ | ---------- |
| 7 비트 | 9 비트 | 0-511 옥텟 |

| TLV 유형 | TLV 이름        | LLDPDU에서의 사용 |
| -------- | --------------- | ----------------- |
| 0        | LLDPDU 종료     | 선택적            |
| 1        | 섀시 ID         | 필수              |
| 2        | 포트 ID         | 필수              |
| 3        | Time To Live    | 필수              |
| 4        | 포트 설명       | 선택적            |
| 5        | 시스템 이름     | 선택적            |
| 6        | 시스템 설명     | 선택적            |
| 7        | 시스템 기능     | 선택적            |
| 8        | 관리 주소       | 선택적            |
| 9–126    | 예약됨          | -                 |
| 127      | 사용자 정의 TLV | 선택적            |

사용자 정의 TLV는 TLV 유형 127을 통해 지원된다. 사용자 정의 TLV의 값은 24비트 조직 고유 식별자와 1바이트 조직 특정 서브타입으로 시작하며, 그 뒤에 데이터가 이어진다. 조직 특정 TLV의 기본 형식은 다음과 같다.
| 유형       | 길이   | 조직 고유 식별자(OUI) | 조직 정의 서브타입 | 조직 정의 정보 문자열 |
| ---------- | ------ | --------------------- | ------------------ | --------------------- |
| 7 비트—127 | 9 비트 | 24 비트               | 8 비트             | 0-507 옥텟            |

IEEE Std 802.1AB, §9.6.1.3에 따르면, "조직 고유 식별자는 IEEE Std 802-2001에 정의된 조직의 OUI를 포함해야 한다." 각 조직은 자체 서브타입을 관리할 책임이 있다.

## 내용주
1. ↑  IEEE 802.1AB에서 Organizationally Specific TLV라고 칭함